# Sassaka-Mossi
Ne doit pas être confondu avec Sassaka-Fulbé.
Sassaka-Mossi est une commune rurale située dans le département de Kossouka de la province du Yatenga dans la région Nord au Burkina Faso.

## Géographie
Sassaka-Mossi est situé à 3 km au sud-est de Kossouka, le chef-lieu du département, et à 12 km au sud-est de Séguénéga. Le village forme un ensemble avec Sassaka-Fulbé distant d'un kilomètre. Le village est traversé par la route nationale 15.

## Économie
L'économie de Sassaka-Mossi est liée principalement à l'agriculture et l'élevage ainsi qu'aux échanges commerciaux liés à l'activité de son marché, l'un des plus importants dans tout le département.

## Santé et éducation
Le centre de soins le plus proche de Sassaka-Mossi est le centre de santé et de promotion sociale (CSPS) de Kossouka tandis que le centre médical avec antenne chirurgicale (CMA) de la province se trouve à Séguénéga.